# Lauri Ylönen
Lauri Johannes Ylönen (Helsinki, 23 aprile 1979) è un cantautore finlandese, frontman del gruppo musicale rock alternativo The Rasmus.

## Biografia
Ylönen iniziò a suonare all'età di cinque anni il pianoforte e all'età di dodici anni la chitarra classica. A quindici anni formò i Rasmus (successivamente divenuti The Rasmus) e lasciò la scuola prima di finire le superiori per dedicarsi completamente al gruppo, che si esibì per la prima volta nel 1995. Da allora la musica è stata la sua occupazione a tempo pieno. Con il gruppo ha pubblicato nove album in studio, il cui ultimo, Dark Matters, è uscito nel 2017.
Il 30 marzo 2011 è uscito il suo primo album da solista New World, anticipato il 23 febbraio dal singolo Heavy e al quale sono seguiti i singoli She's a Bomb, My Favourite Drug (le quali riprese sono state seguite dal bassista Eero Heinonen) e My House.

### Vita privata
Il 12 aprile 2008 ha avuto un figlio, Julius Kristian Ylönen, dalla fidanzata Paula Vesala, cantante del gruppo PMMP. La coppia si è sposata a Las Vegas l'8 novembre 2014 e ha registrato il matrimonio in Finlandia il 5 gennaio 2015. Il 29 settembre 2016 i due, tramite comunicato stampa, annunciano il divorzio dopo 12 anni di relazione.
Dalla fine del 2016 il cantautore ha una relazione con la ex modella e manager di immobili finlandese Katriina Mikkola. La coppia ha avuto due figli, uno nel 2017 e l'altra nel 2021.

## Discografia

### Da solista
- 2011 – New World

### Con i The Rasmus
- 1996 – Peep
- 1997 – Playboys
- 1998 – Hellofatester
- 2001 – Into
- 2003 – Dead Letters
- 2005 – Hide from the Sun
- 2008 – Black Roses
- 2012 – The Rasmus
- 2017 – Dark Matters
- 2022 – Rise

### Collaborazioni
- 2001 – Killer feat. Lauri Ylönen – All I Want
- 2002 – Kwan feat. Lauri Ylonen & Siiri Nordin – Chillin' at the Grotto
- 2004 – Apocalyptica feat. Ville Valo & Lauri Ylönen – Bittersweet
- 2005 – Apocalyptica feat. Lauri Ylönen – Life Burns!